# Plectonema
Plectonema ist eine Gattung aus dem Stamm der Cyanobakterien (Blaualgen).

## Beschreibung
Plectonema bildet unecht verzweigte, meist blaugrüne, einzellreihige Fäden mit einem Durchmesser von 0,7 bis 22 µm. Ihre zylindrischen Zellen enthalten, wie die aller Bakterien, weder Zellkerne noch Plastiden. Jeder Faden sitzt in einer dünnen Gallertscheide. Die unechte Verzweigung entsteht durch interkalares Wachstum, dabei bildet sich eine Schlaufe im Faden, die aus der Gallertscheide, meist nach Absterben einer Zelle hervorbricht. Die so entstandenen Seitenäste bilden jeweils neue Gallertscheiden.

## Fortpflanzung
Die ungeschlechtliche Vermehrung erfolgt durch Hormogonien, also durch zur Kriechbewegung fähigen Fadenfragmenten. Ebenso ist Fadenfragmentation möglich.
Geschlechtliche Fortpflanzung fehlt bei allen Cyanobakterien.

## Verbreitung
Plectonema lebt auf Wasserpflanzen und auf Steinen in der Uferzone stehender und fließender Gewässer. Einige Arten überleben gelegentliches Trockenfallen ihres Gewässers.

## Arten (Auswahl)

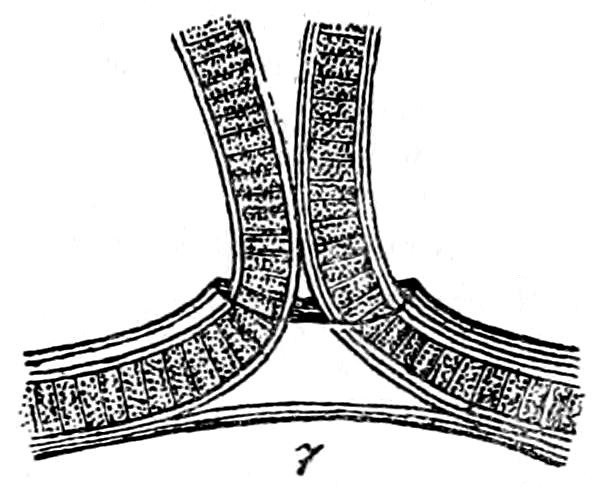
P. tomasinianum, Illustration (Detail)

- Plectonema andinum
- Plectonema litorale
- Plectonema puteale
- Plectonema tomasinianum
- Plectonema volkensii